# غملاس
نمس هدبي أو رئيس هدبي (الاسم العلمي: Crossarchus)، هو جنس من النموس، يشار إليه عادة باسم كوسِمانسي (kusimanse )، أو مانجوي، أو نمس قزم. يوضع في فُصيلة Mungotinae، وهي نموس صغيرة، ذات طابع اجتماعي قوي.

## النطاق والموئل
عُثر على أعضاء من هذا الجنس في المستنقعات والغابات في وسط وغرب أفريقيا، في غانا، ساحل العاج، ليبيريا، وسيراليون.

## الأنواع
| الصورة | الاسم العلمي              | الاسم الشائع    | التوزيع                                   |
| ------ | ------------------------- | --------------- | ----------------------------------------- |
|        | Crossarchus alexandri     | نمس ألكسندري    | جمهورية الكونغو الديمقراطية وأوغندا       |
|        | Crossarchus ansorgei      | نمس أنغولي      | جمهورية الكونغو الديمقراطية، أنغولا       |
|        | Crossarchus obscurus      | نمس شائع        | غانا وساحل العاج وبنين وليبيريا وسيراليون |
|        | Crossarchus platycephalus | نمس مفلطح الرأس | بنين، الكاميرون ونيجيريا                  |